# U-202 (tàu ngầm Đức)
U-202 là một tàu ngầm tấn công  Lớp Type VII thuộc phân lớp Type VIIC được Hải quân Đức Quốc Xã chế tạo trong Chiến tranh Thế giới thứ hai. Nhập biên chế năm 1941, nó đã thực hiện được tổng cộng chín chuyến tuần tra, đánh chìm được chín tàu buôn tổng tải trọng 34.615 GRT đồng thời gây hư hại cho bốn tàu buôn khác tổng tải trọng 35.427 GRT. Trong chuyến tuần tra cuối cùng tại Bắc Đại Tây Dương, U-202 bị đánh chìm bởi mìn sâu và hỏa lực hải pháo từ các tàu chiến Anh về phía Đông Nam Greenland vào ngày 2 tháng 6, 1943.

## Thiết kế và chế tạo

### Thiết kế

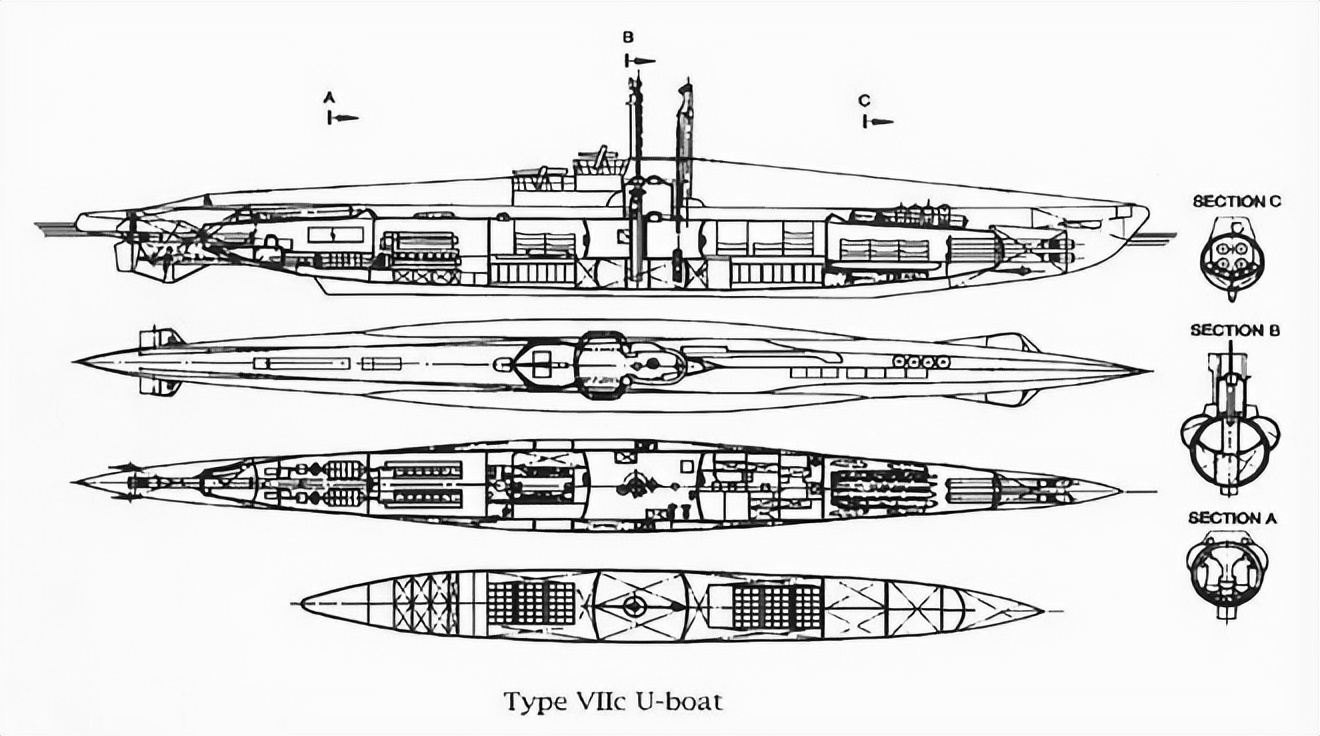
Sơ đồ các mặt cắt một tàu ngầm Type VIIC

Phân lớp VIIC của Tàu ngầm Type VII là một phiên bản VIIB được kéo dài thêm. Chúng có trọng lượng choán nước 769 t (757 tấn Anh) khi nổi và 871 t (857 tấn Anh) khi lặn). Con tàu có chiều dài chung 67,10 m (220 ft 2 in), lớp vỏ trong chịu áp lực dài 50,50 m (165 ft 8 in), mạn tàu rộng 6,20 m (20 ft 4 in), chiều cao 9,60 m (31 ft 6 in) và mớn nước 4,74 m (15 ft 7 in).
Chúng trang bị hai động cơ diesel Germaniawerft F46 siêu tăng áp 6-xy lanh 4 thì, tổng công suất 2.800–3.200 PS (2.100–2.400 kW; 2.800–3.200 bhp), dẫn động hai trục chân vịt đường kính 1,23 m (4,0 ft), cho phép đạt tốc độ tối đa 17,7 kn (32,8 km/h), và tầm hoạt động tối đa 8.500 nmi (15.700 km) khi đi tốc độ đường trường 10 kn (19 km/h). Khi đi ngầm dưới nước, chúng sử dụng hai động cơ/máy phát điện AEG GU 460/8–27 tổng công suất 750 PS (550 kW; 740 shp). Tốc độ tối đa khi lặn là 7,6 kn (14,1 km/h), và tầm hoạt động 80 nmi (150 km) ở tốc độ 4 kn (7,4 km/h). Con tàu có khả năng lặn sâu đến 230 m (750 ft).
Vũ khí trang bị có năm ống phóng ngư lôi 53,3 cm (21 in), bao gồm bốn ống trước mũi và một ống phía đuôi, và mang theo tổng cộng 14 quả ngư lôi, hoặc tối đa 22 quả thủy lôi TMA, hoặc 33 quả TMB. Tàu ngầm Type VIIC bố trí một hải pháo 8,8 cm SK C/35 cùng một pháo phòng không 2 cm (0,79 in) trên boong tàu. Thủy thủ đoàn bao gồm 4 sĩ quan và 40-56 thủy thủ.

### Chế tạo
U-202 được đặt hàng vào ngày 23 tháng 9, 1939, và được đặt lườn tại xưởng tàu của hãng Friedrich Krupp Germaniawerft tại Kiel vào ngày 18 tháng 3, 1940. Nó được hạ thủy vào ngày 10 tháng 2, 1941, và nhập biên chế cùng Hải quân Đức Quốc Xã vào ngày 22 tháng 3, 1941 dưới quyền chỉ huy của Hạm trưởng, Đại úy Hải quân Hans-Heinz Linder.

## Lịch sử hoạt động

### 1941

#### Chuyến tuần tra thứ nhất
U-202 khởi hành từ cảng Kiel vào ngày 17 tháng 6, 1941 cho chuyến tuần tra đầu tiên trong chiến tranh. Nó tiến ra Bắc Hải, rồi băng qua khe GIUK giữa quần đảo Faroe và Iceland để đi đến khu vực tuần tra tại Bắc Đại Tây Dương về phía Đông Nam Greenland. Không bắt gặp mục tiêu nào đáng kể, nó kết thúc chuyến tuần tra và đi đến cảng Brest bên bờ biển Đại Tây Dương của Pháp đã bị Đức chiếm đóng, đến nơi vào ngày 23 tháng 7. Brest trở thành căn cứ hoạt động của chiếc tàu ngầm trong suốt tám chuyến tuần tra tiếp theo.

#### Chuyến tuần tra thứ hai
Xuất phát từ Brest vào ngày 11 tháng 8 cho chuyến tuần tra thứ hai, U-202 hoạt động trong Bắc Đại Tây Dương ở phía Nam eo biển Đan Mạch và Iceland. Vào ngày 27 tháng 8, nó đã phóng ngư lôi đánh chìm tàu đánh cá vũ trang Anh Ladylove 230 GRT lúc 14 giờ 35 phút ở vị trí khoảng 110 nmi (200 km) về phía Nam Iceland Thụy Điển, tại tọa độ 62°30′B 15°30′T / 62,5°B 15,5°T. Đến ngày 11 tháng 9, nó kết liễu Scania 1.999 GRT thuộc Đoàn tàu SC 42 bằng hai quả ngư lôi lúc 13 giờ 47 phút, sau khi chiếc tàu buôn Thụy Điển bị bỏ lại sau khi trúng ngư lôi từ tàu ngầm U-82 lúc 07 giờ 05 phút. Scania đắm ở vị trí về phía Đông mũi Farewell Greenland, tại tọa độ 63°14′B 37°12′T / 63,233°B 37,2°T. U-202 kết thúc chuyến tuần tra và về đến Brest vào ngày 17 tháng 9.

#### Chuyến tuần tra thứ ba và thứ tư
Lại khởi hành từ Brest vào ngày 16 tháng 10 cho chuyến tuần tra thứ tư, U-202 hoạt động tại vùng biển Bắc Đại Tây Dương về phía Đông đảo Newfoundland, Canada. Tại đây vào ngày 3 tháng 11, nó đã tấn công Đoàn tàu SC 22 và đánh chìm các tàu buôn Anh Flynderborg 2.022 GRT và Gretavale 4.586 GRT về phía Đông Bắc vịnh Notre Dame, Newfoundland, tại tọa độ 51°21′B 51°45′T / 51,35°B 51,75°T. U-202 quay trở về căn cứ Brest vào ngày 13 tháng 11.
Trong chuyến tuần tra tiếp theo diễn ra từ ngày 13 đến ngày 27 tháng 12, U-202 hoạt động tại vùng biển Đại Tây Dương về phía Đông Maroc thuộc Pháp. Tuy nhiên chiếc tàu ngầm đã không đánh chìm được mục tiêu nào.

### 1942

#### Chuyến tuần tra thứ năm
U-202 khởi hành từ Brest vào ngày 1 tháng 3, 1942 cho chuyến tuần tra thứ năm, và băng qua suốt Đại Tây Dương để hoạt động ngoài khơi vùng bờ Đông Hoa Kỳ. Ở vị trí khoảng 600 nmi (1.100 km) về phía Đông Nam Halifax, Nova Scotia vào ngày 22 tháng 3, nó đã phóng ngư lôi tấn công con Anh Athelviscount 8.882 GRT, vốn bị phân tán khỏi Đoàn tàu ON 75 do thời tiết xấu; chiếc tàu chở dầu chỉ bị hư hại và được kéo về cảng.  Đến ngày 1 tháng 4, ở vị trí khoảng 500 nmi (930 km) về phía Đông Bắc Bermuda, chiếc tàu ngầm lại đánh chìm chiếc tàu buôn Anh Loch Don 5.249 GRT lúc 23 giờ 14 phút tại tọa độ 37°05′B 61°40′T / 37,083°B 61,667°T. U-202 kết thúc chuyến tuần tra vào ngày 26 tháng 4.

#### Chuyến tuần tra thứ sáu
Chuyến tuần tra tiếp theo của U-202 từ ngày 27 tháng 5 đến ngày 25 tháng 7 cũng khá thành công. Nó đã cho đổ bộ bốn đặc vụ phá hoại lên Amagansett, Long Island như một phần của Chiến dịch Pastorius vào ngày 12 tháng 6, trước khi tiếp tục tuần tra dọc bờ biển Đông Bắc Hoa Kỳ. Mười ngày sau đó, 22 tháng 6, chiếc tàu ngầm đã đánh chìm tàu buôn Argentina Rio Tercero 4.864 GRT ở vị trí khoảng 120 nmi (220 km) ngoài khơi New York, tại tọa độ 39°15′B 72°32′T / 39,25°B 72,533°T. Đến ngày 1 tháng 7, nó lại đánh chìm tàu chở hành khách Hoa Kỳ City of Birmingham 5.861 GRT ở vị trí khoảng 250 nmi (460 km) về phía Đông mũi Hatteras, North Carolina, tại tọa độ 35°10′B 70°53′T / 35,167°B 70,883°T.

#### Chuyến tuần tra thứ bảy
U-202 chuyển đến hoạt động tại vùng biển giữa Trung và Nam Mỹ trong chuyến tuần tra thứ bảy bắt đầu từ ngày 6 tháng 9.  Ngay khi còn đang di chuyển trong vịnh Biscay, nó bị một máy bay ném bom Vickers Wellington với đội bay người Séc thuộc Liên đội 311 Không quân Hoàng gia Anh tấn công, và bị hư hại nhẹ. Đến ngày 29 tháng 9, trong khi tìm cách tấn công một tàu chở dầu ngoài khơi Trinidad, nó lại bị một thủy phi cơ PBY Catalina thuộc Liên đội Tuần tra VP-43 Hải quân Hoa Kỳ thả hai quả mìn sâu tấn công, khiến máy nén khí bị hư hại và làm giảm khả năng lặn. Bất chấp bị hư hại, chiếc U-boat vẫn tấn công và đánh chìm tàu buôn Hà Lan Achilles 1.815 GRT ở vị trí khoảng 110 nmi (200 km) về phía Đông Nam Trinidad, tại tọa độ 9°06′B 59°48′T / 9,1°B 59,8°T lúc 22 giờ 41 phút ngày 1 tháng 10. U-202 kết thúc chuyến tuần tra và quay trở về Brest vào ngày 25 tháng 10.

### 1943

#### Chuyến tuần tra thứ tám
Khởi hành từ Brest vào ngày 12 tháng 1, 1943 cho chuyến tuần tra thứ tám, U-202 quay trở lại hoạt động tại vùng biển Đại Tây Dương về phía Đông Maroc. Nó đã tấn công Đoàn tàu UC 1 vào ngày 23 tháng 2 lúc 22 giờ 17 phút ở vị trí về phía Nam quần đảo Azores, và loạt bốn quả ngư lôi phóng ra đã gây hư hại cho chiếc tàu chở dầu Hà Lan Murena 8.252 GRT, cùng các tàu chở dầu Anh British Fortitude 8.482 GRT và Empire Norseman 9.811 GRT. Sau đó quả ngư lôi phóng từ ống phóng đuôi lúc 22 giờ 21 phút đã trúng đích và đánh chìm tàu chở dầu Hoa Kỳ Esso Baton Rouge 7.989 GRT ở vị trí khoảng 400 nmi (740 km) về phía Nam quần đảo Azores, tại tọa độ 31°15′B 27°22′T / 31,25°B 27,367°T.  U-202 kết thúc chuyến tuần tra vào ngày 26 tháng 3.

#### Chuyến tuần tra thứ chín - Bị mất
U-202 xuất phát từ Brest vào ngày 29 tháng 4, 1943 cho chuyến tuần tra thứ chín, cũng là chuyến cuối cùng, hướng sang khu vực Bắc Đại Tây Dương ngoài khơi Canada. Khi chiếc tàu ngầm gửi một báo cáo vô tuyến về căn cứ lúc 09 giờ 30 phút ngày 1 tháng 6, vị trí của nó đã bị các tàu chiến Hải quân Hoàng gia Anh trang bị máy định vị cao tần (HF/DF: High-frequency direction finding) phát hiện. Sáu tàu chiến thuộc Đội Hộ tống 2, do Đại tá Hải quân Frederick J. Walker chỉ huy trên tàu sà lúp HMS Starling, bắt đầu truy tìm chiếc tàu ngầm, và dò được tín hiệu sonar của mục tiêu nên bắt đầu tấn công bằng mìn sâu. U-202 cố gắng lặn sâu và cơ động né tránh cũng như thả mồi bẫy để tìm cách thoát khỏi những kẻ truy đuổi, nhưng không thành công.
Các tàu chiến Anh áp dụng chiến thuật buộc tàu ngầm đối phương phải di chuyển ngầm liên tục để làm cạn kiệt ắc-quy. U-202 cuối cùng buộc phải trồi lên mặt nước lúc sau nữa đêm, lập tức phải chịu đựng hỏa lực hải pháo từ các tàu đối phương. Starling dự định húc để đánh chìm U-202, nhưng nhận ra đối thủ đã bị hư hại nặng nên chuyển hướng vào phút cuối để chạy song song và tiếp tục nả pháo. U-202 đắm 40 phút sau khi trồi lên mặt nước, ở vị trí về phía Đông Nam Greenland, tại tọa độ 56°12′B 39°52′T / 56,2°B 39,867°T; 18 thành viên thủy thủ đoàn của U-202 đã tử trận, và 30 người sống sót bị bắt làm tù binh chiến tranh.

### "Bầy sói" tham gia
U-202 từng tham gia mười bầy sói:
- Grönland (17 – 27 tháng 8, 1941)
- Markgraf (27 tháng 8 – 11 tháng 9, 1941)
- Schlagetot (20 tháng 10 – 1 tháng 11, 1941)
- Raubritter (1 – 5 tháng 11, 1941)
- Delphin (20 tháng 1 – 9 tháng 2, 1943)
- Rochen (9 – 28 tháng 2, 1943)
- Tümmler (1 – 19 tháng 3, 1943)
- Không tên (5 – 10 tháng 5, 1943)
- Lech (10 – 15 tháng 5, 1943)
- Donau 2 (15 – 26 tháng 5, 1943)

### Tóm tắt chiến công
U-202 đã đánh chìm được chín tàu buôn tổng tải trọng 34.615 GRT đồng thời gây hư hại cho bốn tàu buôn khác tổng tải trọng 35.427 GRT:
| Ngày             | Tên tàu            | Quốc tịch      | Tải trọng | Số phận      |
| ---------------- | ------------------ | -------------- | --------- | ------------ |
| 27 tháng 8, 1941 | Ladylove           | United Kingdom | 230       | Bị đánh chìm |
| 11 tháng 9, 1941 | Scania             | Sweden         | 1.999     | Bị đánh chìm |
| 3 tháng 11, 1941 | Flynderborg        | United Kingdom | 2.022     | Bị đánh chìm |
| 3 tháng 11, 1941 | Gretavale          | United Kingdom | 4.586     | Bị đánh chìm |
| 22 tháng 3, 1942 | Athelviscount      | United Kingdom | 8.882     | Bị hư hại    |
| 1 tháng 4, 1942  | Loch Don           | United Kingdom | 5.249     | Bị đánh chìm |
| 22 tháng 6, 1942 | Rio Tercero        | Argentina      | 4.864     | Bị đánh chìm |
| 1 tháng 7, 1942  | City of Birmingham | United States  | 5.861     | Bị đánh chìm |
| 1 tháng 10, 1942 | Achilles           | Netherlands    | 1.815     | Bị đánh chìm |
| 23 tháng 2, 1943 | British Fortitude  | United Kingdom | 8.482     | Bị hư hại    |
| 23 tháng 2, 1943 | Empire Norseman    | United Kingdom | 9.811     | Bị hư hại    |
| 23 tháng 2, 1943 | Esso Baton Rouge   | United States  | 7.989     | Bị đánh chìm |
| 23 tháng 2, 1943 | Murena             | Netherlands    | 8.252     | Bị hư hại    |